# 116 Sirona
116 Sirona eller 1954 UC3 är en asteroid upptäckt 8 september 1871 av astronomen Christian Heinrich Friedrich Peters i Clinton, New York. Sirona har fått sitt namn efter en gudinna inom keltisk mytologi.